# Utlandssvenska museet

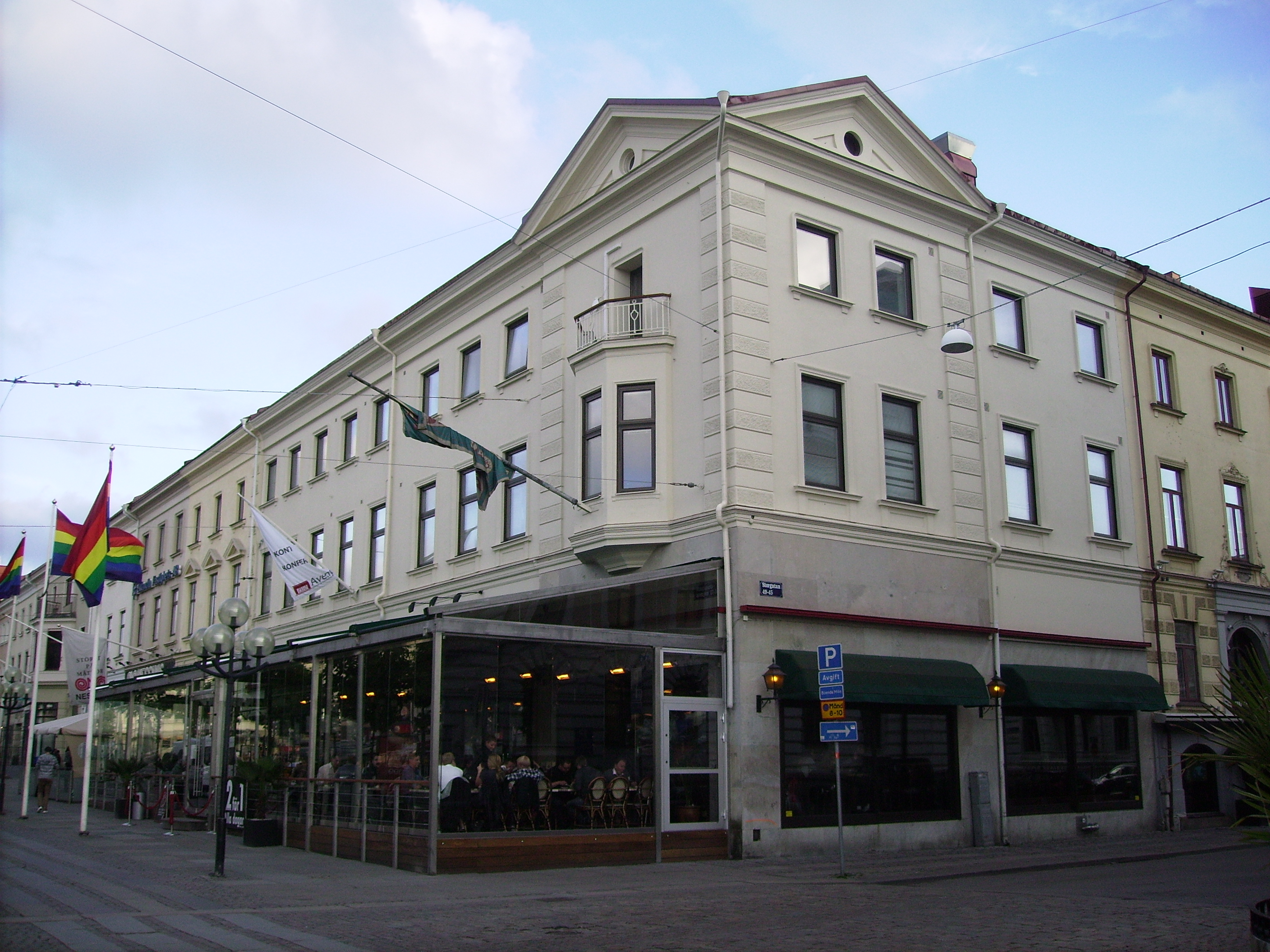
Kungsportsavenyn 3

Utlandssvenska museet var ett museum i Göteborg som invigdes den 20 juni 1928 på Kungsportsavenyn 3. Den sorterade direkt under Riksföreningen för svenskhetens bevarande i utlandet. 
Riksföreningen för svenskhetens bevarande i utlandet beslöt vid allsvenska tinget i Göteborg 25–26 juli 1923 att bilda ett museum med uppgift att samla och bevara handlingar, skrifter, föremål och avbildningar från utlandssvenskarnas liv och historia. Museet övertog bland annat de föremål som förevisats i den utlandssvenska avdelningen vid Göteborgs jubileumsutställning. I november månad 1927 flyttade man in i Avenyn 3 och på sommaren invigdes museet i närvaro av Oscar von Sydow och prins Wilhelm. 
Vid museet byggde man upp arkiv och bibliotek. 
Museet lades ned redan 1942.[källa behövs]